# Обстоятельства (группа)
Обстоятельства — поп-рок дуэт Константина Максимова и Леонида Оливанова, созданный в Чебоксарах в 2018 году. В СМИ творческую деятельность коллектива неоднократно сравнивают с творчеством американской группы The Neighbourhood и британских групп The xx и Arctic Monkeys. В 2023 году стали участниками шоу «Антропология» на Первом канале. Финалисты рейтинга «The Blueprint 100» в категории «Современная музыка» (2024).

## История

### Создание проекта, мини-альбом «Так сложились» и премьера первого видеоклипа (2016—2019)
Костантина и Леонида познакомил их общий друг в 2016 году. Изначально занятие музыкой для обоих являлось лишь хобби, — Костя под псевдонимом Enotpi записывал гитарные каверы на песни зарубежных артистов (The Weeknd, Ed Sheeran, Kodaline) и стихотворения Сергея Есенина, а также выступал на творческих вечерах в одной из чебоксарских кофеен, а Лёня в то время учился в Московском государственном институте международных отношений МИД РФ (МГИМО) по направлению «переводчик-синхронист», но на тот момент уже продолжительное время занимался продакшеном и делился своей музыкой в сети Интернет. В январе 2017 года в социальной сети Вконтакте появился первый результат совместной деятельности двух друзей, — трек «Мартини», а далее последовали песни «Матрос» и «Юность». Весной 2018 года коллектив объединился в музыкальный проект, получивший название «Обстоятельства».

В своей музыке дуэт соединяет городскую романтику и поиск «чувства дзена» в зачастую турбулентной взрослой жизни, в которой очень просто потерять искреннего светлого внутреннего ребёнка. И песни «Обстоятельств» как раз о том, как заново открыть в себе эту искренность.— The Voice
Первый сингл «Волна вина» вышел в августе 2018 года. В октябре того же года «Обстоятельства» выпустили новый трек «Остановись», сообщив о скором релизе первого альбома. 7 ноября 2018 года дуэт представил свой дебютный мини-альбом «Так сложились», который содержал 6 треков в различном стиле — от динамичного хип-хопа до плавного инди, а ключевой темой проекта стала «юношеская влюбленность». Новый релиз включал в том числе трек «Винни», — ремейк песни «Afraid» американской группы The Neighbourhood. Указанный ремейк не вошел в обновленный треклист альбома, выпущенный на музыкальных платформах, а сам релиз получил дополнительное наименование «Special Edition».
В пресс-релизе порталу NR группа сообщила, что «не собираются останавливаться» и уже ведут работу над новым альбомом. 31 января 2019 года группа представила свой первый видеоклип на трек «Остановись», снятый в Санкт-Петербурге.

### Дебютный альбом «Сопротивляйся», первый сольник и запись трека ко Дню океана (2019—2021)
Менее года спустя после релиза первого EP коллектив порадовал своих поклонников дебютным студийным альбомом «Сопротивляйся», релиз которого состоялся 20 сентября 2019 годах. На свежий релиз обратили внимание редакторы MTV Россия, включив альбом «Сопротивляйся» в свою еженедельную рубрику «Новинки недели»:

Они соединят инди-поп, альтернативный рок и шлифанут эту смесь электроникой. Ты услышишь отголоски российской музыки из романтичных нулевых и прочувствуешь эхо группы The Neighbourhood — она же главный источник вдохновения этого творческого тандема.— MTV Россия
Спустя месяц после релиза первого альбома коллектив представил свой новый сингл «Стонут минуты», частично исполнив вокальную партию на английском языке.
В начале 2020 года «Обстоятельства» объявили о предстоящем концерте, который станет первым сольным выступлением группы с приглашенными музыкантами в их творческой деятельности. Однако, ограничения на проведение массовых мероприятий в Москве, введенные по причине распространения короновирусной инфекции (COVID-19), не позволили коллективу провести первый сольный концерт, запланированный на 15 апреля. Концерт состоялся 23 августа 2020 года в московском клубе Powerhouse.
В годовщину выхода дебютного альбома группа рассказала, что в ближайшее время нового полноформатного релиза ожидать не стоит. В последующем «Обстоятельства» выпустили два новых сингла «Счета» в декабре 2020 года и «Банановый рассвет» в феврале 2021 года. Оба трека изначально предназначались для сольного проекта Константина Максимова, но по итогу вошли в синглографию коллектива.
В апреле 2021 года редакция блога «Тихое Место» с целью «открыть новые таланты, меняющие ландшафт русскоязычной музыки» объявили о подготовке проекта, приуроченного к всемирному Дню океанов, который отмечается ежегодно 8 июня, предложив разным артистам написать трек, посвященный морской стихии, природе, экологии или морякам. Редакция обратилась к Константину и Леониду с просьбой поучаствовать в написании материала для музыкального сборника, который объединит 14 разноплановых исполнителей. Ввиду ограниченного времени работы над новой песней, ребята взяли за основу уже имеющиеся идейные наработки, доработав их. Так на сборнике «Океан» в июне 2021 года появилась песня «Маяк», — в последующем ставшая визитной карточкой коллектива.

«Твоё сияние как маяк» — слоган данной песни, в ней мы сравниваем веру в любимого человека, тоску по нему со светом маяка. Свет, пробивающийся «сквозь злые волны», греет нашего героя и указывает ему дорогу домой.— рассказали «Обстоятельства» в интервью Афиша Daily

### Альбом «Утраты», ре-релиз сингла «Маяк» и эфир на Первом канале (2022—2023)
В августа 2022 года «Обстоятельства» прерывают длительное молчание, анонсировав проведение презентации к новому альбому. Вскоре состоялась премьера лид-сингла «Город грёз», а уже 16 сентября на всех музыкальных платформах появился второй студийный альбом «Утраты», ключевой темой которого стал поиск светлого в детстве и память о замечательных мгновениях, которые оно подарило.

Если открывающая композиция «Один удар» вдохновлена творчеством Moderat, то «Бесы» скорее навеяны поздними The Roots. Где-то между этими референсами существует основная палитра пластинки, в которой выкристаллизовался собственный почерк «Обстоятельств». Он несколько пессимистичен, но в конце туннеля непременно проглядывается свет".— SRSLY
17 февраля 2023 года серф-рок-баллада «Маяк», ранее представленная на сборнике «Океан», с обновлённым вокалом была выпущена в качестве полноценного сингла, что подарило этому треку новую волну популярности и гастрольная активность коллектива также начала набирать обороты, — помимо привычных клубных площадок в Москве и Санкт-Петербурге, группа впервые провела акустический концерт в ночном океанариуме, а также стала хедлайнерами нескольких летних фестивалей в Москве («Солома», «ЛетЛитФест»), в Нижнем Новгороде (кинофестиваль «Горький Fest 2023», «Столица закатов») и в родном городе Чебоксары (благотворительный фестиваль «Шевле»).
В начале лета состоялась премьера поп-рок сингла «Ледокол» и видеоклипа к нему, в котором дуэт сосредоточил свои размышления о взрослении в сложное время, а 22 июня «Обстоятельства» стали звездными гостями на концерте Тоси Чайкиной, совместно исполнив песню «Маяк».
В июле 2023 года вышел выпуск авторской телевизионной программы «Антропология» с Дмитрием Дибровым при участии группы. В эфире Первого канала прозвучали песни «Ледокол», «Детство», «Оставь нас», «Карусель» и «Маяк».

### Первый концертный тур, финалисты рейтинга The Blueprint и Live-альбом (2023 — по наст. время)
Пятилетие группы «Обстоятельства» коллектив отметил концертом на летней сцене московского клуба Мутабор 19 августа 2023 года. 9 сентября дуэт выступил на центральной площади олимпийского стадиона «Лужники» в рамках Московского урбанистического форума, а конце месяца группа анонсировала свой первый гастрольный тур.
1 декабря 2023 года «Обстоятельства» выпустили сингл «Бейся за свет». В интервью блогу «Что послушать? | Музыка Русского Инди» солист группы заявил, что этот трек стал отправной точкой для смена формата в творчестве дуэта, перейдя от тревожных и вдумчивых песен к более лиричным и спокойным.
В начале 2024 года состоялся анонс новой ветки концертов, в рамках которого дуэт посетил более 10 городов. В процессе подготовки к гастрольному туру коллектив продолжает выпускать новые песни: ностальгия по юной и наивной влюбленности нашли отражение в новом сингле «Обстоятельств» — «Радио „Ретро“», премьера которого состоялась 19 января, а в феврале группа выпустила совместный трек с московским хип-хоп дуэтом «БАЗАР». Весной 2024 года коллектив стал финалистом ежегодного списка «The Blueprint 100» в категории «Современная-музыка».:

Наш ответ The Neighborhood, The XX и другим лучшим из лучших группам, создающим меланхоличную музыку для своих романтичных и тревожных современников.— The Blueprint
15 апреля на YouTube вышел премьерный выпуск шоу «Музыка со вкусом: Live», в рамках которого группа «Обстоятельства» презентовали новый сингл «За тобой» и исполнили песни «Ледокол», «Город грёз», а также «Маяк» совместно с Тосей Чайкиной. Live-версии этих песен вошли в новый мини-альбом группы «Live at Resonant Arts», выпущенный 24 мая 2024 года.

Вдохновленная акустическими Arctic Monkeys, Элвисом Пресли и лирикой Стрыкало, эта песня получилась по-настоящему летняя и романтичная.— MUZMAGAZINE о сингле «За тобой»
В сентябре 2024 года музыкальный журналист Владимир Завьялов («Правила Жизни», ранее Esquire) отметил группу в списке актуальных артистов отечественной рок-сцены в категории брит-поп.
5 декабря 2024 года у группы вышел мини-альбом «Игра света и тени».

## Состав группы
- Константин Максимов — вокал
- Леонид Оливанов — продакшн, бас-гитара

Концертные участники
- Ярослав Панков («Весёлый дилижанс») — гитара, аккордеон
- Леонид Тавровский (SHOO, Marimba Plus) — ударные

## Вдохновение
Солист группы Константин Максимов неоднократно рассказывал, что при создании образа лирического героя для своих песен он вдохновлялся следующими художественными произведениями: Ф. С. Фицджеральд «Прекрасные и проклятые», Ф. М. Достоевский «Бесы», «Идиот», Э. Фромм «Иметь или быть», У. С. Моэм «Бремя страстей человеческих», Г. Г. Маркес «Сто лет одиночества».
Среди отечественной сцены творческими вдохновителями дуэта являются Земфира и Диана Арбенина, а среди зарубежных — группа The Neighborhood, Lana Del Rey и Tyler, The Creator.
Коллектив высказывал желание поработать над совместными проектами с ANIKV, масло чёрного тмина и тима ищет свет.

## Дискография
| Студийный альбомы - «Сопротивляйся» (2019) - «Утраты» (2022) Мини-альбомы - «Так сложились» (2018) - «Live at Resonant Arts» (2024) - «Игра света и тени» (2024) Появление в сборниках - «Маяк» в сборнике «Океан» (2021) | Синглы - «Волна вина» (2018) - «Остановись» (2018) - «Стонут Минуты» (2019) - «Счета» (2020) - «Банановый рассвет» (2021) - «Город грёз» (2022) - «Маяк» (2023) - «Лимонад» (совместно с Соня Рейн) (2023) - «Оставь нас (Live)» (2023) - «Ледокол» (2023) - «Бейся за свет» (2023) - «Радио „Ретро“» (2024) - «За тобой» (2024) Гостевое участие: - «Нокаут» (БАЗАР & Обстоятельства) (2024) |

## Видеография
- «Остановись» (2019)[11]
- «Город грез (Live)» (2022)[43]
- «Оставь нас (Live)» (2023)[44]
- «Ледокол» (2023)[45]